# Breukelen-Nijenrode
Breukelen-Nijenrode est une ancienne commune néerlandaise de la province d'Utrecht.
Du 1er janvier 1812 au 1er janvier 1818, la commune était regroupée avec quatre autres communes à la première commune de Breukelen, qui n'a existé que 6 ans.
Breukelen-Nijenrode était composée d'une partie du village de Breukelen située à l'ouest du Vecht, les hameaux de Kortrijk et Breukelen-Ortts, et les polders Oud-Aa et Otterspoonbroek. En 1840, la commune comptait 300 maisons et 1 606 habitants, dont 901 à Breukelen, 315 à Oud-Aa, 171 à Otterspoonbroek, 32 à Kortrijk et 187 à Breukelen-Ortts. Le 8 septembre 1857, la commune de Portengen est également rattachée à Breukelen-Nijenrode.
Le 1er mai 1949 Breukelen-Nijenrode a fusionné avec la commune de Breukelen-Sint-Pieters, pour former la nouvelle commune de Breukelen.
Cette commune a donné son nom à l'Université de Nijenrode.